# Wim Rengelink
Jan Willem (Wim) Rengelink (Winterswijk, 10 oktober 1912 - Hilversum, 12 april 1999) was een Nederlandse verzetsstrijder en omroepbestuurder (VARA, NTS, NOS).
In 1935 was hij secretaris van de SDAP-commissie die het Plan van de Arbeid ontwikkelde.
Tijdens de Tweede Wereldoorlog was Wim Rengelink actief in de illegale pers. Hij droeg bij aan het verzetsblad Vrije Gedachten, dat tussen mei 1944 en mei 1945 verscheen. Dit blad had tot doel de terugkeer en partijvorming van de SDAP te ondersteunen. Hier werkte Rengelink onder meer samen met Guus Trestorff.
Hij was een belangrijk pleitbezorger voor invoering van het NTS Journaal in 1956 en Sport in Beeld in 1959.